# Never Rarely Sometimes Always
Never Rarely Sometimes Always (br: Nunca, Raramente, Às Vezes, Sempre) é um filme de drama estadunidense de 2020, escrito e dirigido por Eliza Hittman. É estrelado por Sidney Flanigan, Talia Ryder, Théodore Pellerin, Ryan Eggold e Sharon Van Etten. Teve sua estreia mundial no Festival de Cinema de Sundance em 24 de janeiro de 2020. Também foi selecionado para concorrer ao Urso de Ouro na seção de competição principal do 70º Festival Internacional de Cinema de Berlim, onde ganhou o Grand Prix do Júri.
O filme foi lançado nos Estados Unidos em 13 de março de 2020, pela Focus Features.

## Elenco
- Sidney Flanigan como Autumn
- Talia Ryder como Skylar
- Théodore Pellerin como Jasper
- Ryan Eggold como Ted
- Sharon Van Etten como mãe
- Kelly Chapman como assistente social
- Kim Rios Lin como anestesiologista
- Drew Seltzer como Gerente Rick
- Carolina Espiro como Consultora Financeira

## Recepção
Na Rotten Tomatoes, o filme mantém um índice de aprovação de 99% com base em 189 avaliações, e uma classificação média de 8,58/10. O consenso crítico do site diz: "Agido e dirigido com poder, Never Rarely Sometimes Always reafirma a roteirista e diretora Eliza Hittman como uma cineasta de sensibilidade e graça incomuns".  No Metacritic, o filme tem uma pontuação média ponderada de 91 em 100, com base em 34 críticas, indicando "aclamação universal".